# Каждую секунду пространства
«Каждую секунду пространства» — второй студийный альбом российской рок-группы «Психея», выпущенный 5 октября 2002 года на лейбле «Kapkan Records».
Как позже говорил сам Дмитрий «Фео» Порубов о контракте с лейблом «ну это был контракт, который не обозначал ничего на самом деле. Есть некий промоутер, который занимается нашим продвижением, и мы просто не должны его подводить, играть и выступать на заявленных концертах».

## Об альбоме
В буклете CD издания написано «Всё что ты сейчас видишь и слышишь является концептуальным творчеством группы ПСИХЕЯ». После каждой песни есть вставки, записанные предположительно на диктофон, в них слышны звуки лифта, улицы, метро, дождя, звуки перемотки кассеты, звонка в дверь, пребывания на кухне, ходьбы куда-то и ветра, а заканчивается альбом словами «Трек подходит к концу, вынужден попрощаться…» и последующим белым шумом, что объединяет треки в одну концептуальную историю. Альбом звучит как доработанный и улучшенный во всех отношениях предыдущий альбом «Герой Поколения Бархат».
На песню «Бесконечный стук шагов» был снят клип, который принёс первую действительно значимую популярность группе, благодаря постоянным показам на канале A-One. Эта песня до сих пор остаётся одной из самых популярных у группы «Психея».
В качестве обложки был использован фрагмент карандашного рисунка австро-ирландского художника и фотографа Готфрида Хельнвайна «Без названия (в стиле Бронзино)» (1993).

## Критика
Из статьи Дмитрия Бебенина от 2003 года (Звуки.ру):
«На предыдущем альбоме „Герой Поколения Бархат“ Психея слишком уж упирала на темы подростковой ранимости, слабо вяжущиеся с забористым музоном. Кроме того технологическая насыщеность саунда группы, сама по себе неплохая, местами вступала в противоречие с собственно музыкальной составляющей. Альбом вызвал массу противоречивых отзывов. Но, „то, что не может нас угробить, делает нас сильнее“. Группа прошла через это непонимание и вышла восхитительно заматеревшей. Их уже не остановить…

В общем, группу можно поздравить с альбомом, который может с легкостью посоперничать с иными творениями Korn и System of a Down. Именно такой должна быть экстремальная музыка, если она вообще должна быть.»

## Список композиций
Слова и музыка всех песен — Дмитрий Порубов.
| №                   | Название                                                       | Длительность |
| ------------------- | -------------------------------------------------------------- | ------------ |
| 1.                  | «Чужая жизнь»                                                  | 2:19         |
| 2.                  | «Революция себя»                                               | 4:05         |
| 3.                  | «Сид Spears» (при уч. Лёхи Никонова (ПТВП))                    | 4:05         |
| 4.                  | «Ноль 00 ноль»                                                 | 5:46         |
| 5.                  | «Бесконечный стук шагов»                                       | 5:54         |
| 6.                  | «Спасусь таблетками»                                           | 4:32         |
| 7.                  | «Людям планеты Земля»                                          | 1:45         |
| 8.                  | «Пен@»                                                         | 4:25         |
| 9.                  | «Хлопья Хиросимы» (при уч. Деши)                               | 4:05         |
| 10.                 | «Стёкла. Плёнка. Стаи»                                         | 5:47         |
| 11.                 | «Говнорэп» (при уч. Danny Boy, Васи В. (Кирпичи) и Захара Май) | 5:47         |
| 12.                 | «Вскрылись раны»                                               | 3:58         |
| 13.                 | «Малышь (For Girls #2)» (при уч. Гоши (ɘSKiMo))                | 2:41         |
| 14.                 | «180 BPM + Mdma»                                               | 5:24         |
| 15.                 | «Тишина»                                                       | 5:35         |
| 16.                 | «Звезда 3 Везде (Памяти Л. Стенли)» (при уч. Макса (ɘSKiMo))   | 5:24         |
| Общая длительность: | Общая длительность:                                            | 1:11:32      |

## Участники записи
Психея
- Дмитрий «ФЕО» Порубов — вокал, гитара, шумы, музыкальное программирование, саунд-дизайн
- Андрей «AZzz» Зырянов — речитатив, перкуссия
- Андрей «Слесарь» Оплетаев — бас-гитара, вокал («Говнорэп»)
- Игорь «Кита» Статных — музыкальное программирование
- Вячеслав «Славон» Галашин — барабаны, вокал («Говнорэп»)

Производственный персонал
- Владимир Справцев — продюсер, звукоинженер, саунд-дизайн
- Артём Копылов — исполнительный продюсер
- Павел Клинов — саунд-дизайн
- Готфрид Хельнвайн — художественное оформление
- Александр «Ворон» Яковлев — менеджер